# Lloc Planckià

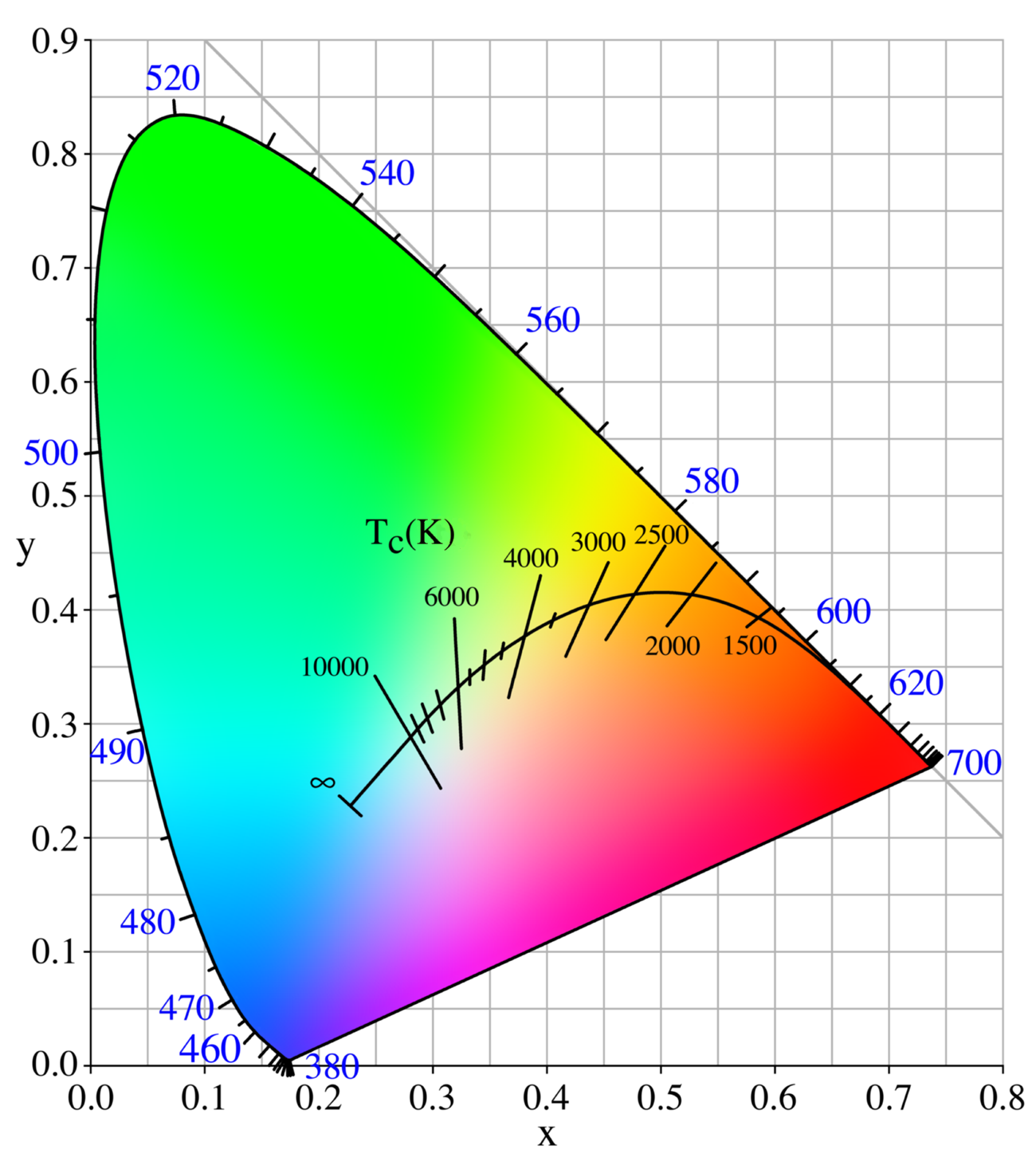
Lloc Planckià al diagrama de cromaticitat CIE 1931

En física i ciència del color, el lloc Planckià o lloc del cos negre és el camí o lloc que el color d'un cos negre incandescent prendria en un espai de cromaticitat particular quan canvia la temperatura del cos negre. Va del vermell intens a baixes temperatures passant pel taronja, el groguenc, el blanc i finalment el blanc blavós a temperatures molt altes.
Un espai de color és un espai tridimensional; és a dir, un color s'especifica mitjançant un conjunt de tres nombres (les coordenades CIE X, Y, i Z, per exemple, o altres valors com la tonalitat, el colorit i la luminància) que especifiquen el color i la brillantor d'un estímul visual homogeni determinat. Una cromaticitat és un color projectat en un espai bidimensional que ignora la brillantor. Per exemple, l'espai de color estàndard CIE XYZ es projecta directament a l'espai de cromaticitat corresponent especificat per les dues coordenades de cromaticitat conegudes com a x i y, fent el diagrama de cromaticitat familiar que es mostra a la figura. El lloc de Planck, el camí que pren el color d'un cos negre quan canvia la temperatura del cos negre, es mostra sovint en aquest espai de cromaticitat estàndard.

## Lloc Planckià a l'espai de color XYZ

Funcions d'observador colorimètric estàndard CIE 1931 utilitzades per mapejar espectres de cos negre a coordenades XYZ

A l'espai de color CIE XYZ, les tres coordenades que defineixen un color estan donades per X, Y i Z :
{\displaystyle X_{T}=\int _{\lambda }X(\lambda )M(\lambda ,T)\,d\lambda }
{\displaystyle Y_{T}=\int _{\lambda }Y(\lambda )M(\lambda ,T)\,d\lambda }
{\displaystyle Z_{T}=\int _{\lambda }Z(\lambda )M(\lambda ,T)\,d\lambda }
on M ( λ, T ) és la sortida radiant espectral de la llum que es veu, i X(λ), Y(λ) i Z(λ) són les funcions de concordança de color de l'observador colorimètric estàndard CIE, que es mostra al diagrama de la dreta, i λ és la longitud d'ona. El lloc Planckià es determina substituint a les equacions anteriors l'exitència radiant espectral del cos negre, que ve donada per la llei de Planck:
{\displaystyle M(\lambda ,T)={\frac {c_{1}}{\lambda ^{5}}}{\frac {1}{\exp \left({\frac {c_{2}}{{\lambda }T}}\right)-1}}}
on:
c1 = 2 π hc2 és la primera constant de radiació
c2 = hc / k és la segona constant de radiació
i
M és la sortida radiant espectral del cos negre (potència per unitat d'àrea per unitat de longitud d'ona: watt per metre quadrat per metre (W/m3 ))
T és la temperatura del cos negre
h és la constant de Planck
c és la velocitat de la llum
k és la constant de Boltzmann
Això donarà el lloc Planckià a l'espai de color CIE XYZ. Si aquestes coordenades són X T, Y T, Z T on T és la temperatura, llavors les coordenades de cromaticitat CIE seran
{\displaystyle x_{T}={\frac {X_{T}}{X_{T}+Y_{T}+Z_{T}}}}
{\displaystyle y_{T}={\frac {Y_{T}}{X_{T}+Y_{T}+Z_{T}}}}
Tingueu en compte que a la fórmula anterior per a la Llei de Planck, també podeu utilitzar c1L = 2 hc2 (la primera constant de radiació per a la radiació espectral ) en lloc de c1 (la primera constant de radiació "regular"), en aquest cas la fórmula donaria la radiació espectral L (λ, T) del cos negre en comptes de la radiació espectral λ , TM. Tanmateix, aquest canvi només afecta els valors absoluts de XT, YT i ZT, no els valors relatius entre si. Com que XT, YT i ZT solen normalitzar-se a YT = 1 (o YT = 100) i es normalitzen quan es calculen xT i yT, els valors absoluts de XT, YT i ZT no tenen importància. Per raons pràctiques, c 1 es podria substituir simplement per 1.

### Aproximació
El lloc de Planck a l'espai xy es representa com una corba al diagrama de cromaticitat anterior. Tot i que és possible calcular les coordenades CIE xy exactament tenint en compte les fórmules anteriors, és més ràpid utilitzar aproximacions. Atès que l'escala emparada canvia de manera més uniforme al llarg del lloc que la temperatura mateixa, és habitual que aquestes aproximacions siguin funcions de la temperatura recíproca. Kim et al. utilitzar una spline cúbica:
{\displaystyle x_{\text{c}}={\begin{cases}-0.2661239{\frac {10^{9}}{T^{3}}}-0.2343589{\frac {10^{6}}{T^{2}}}+0.8776956{\frac {10^{3}}{T}}+0.179910&1667\,{\text{K}}\leq T\leq 4000\,{\text{K}}\\-3.0258469{\frac {10^{9}}{T^{3}}}+2.1070379{\frac {10^{6}}{T^{2}}}+0.2226347{\frac {10^{3}}{T}}+0.240390&4000\,{\text{K}}\leq T\leq 25000\,{\text{K}}\end{cases}}}
{\displaystyle y_{\text{c}}={\begin{cases}-1.1063814x_{\text{c}}^{3}-1.34811020x_{\text{c}}^{2}+2.18555832x_{\text{c}}-0.20219683&1667\,{\text{K}}\leq T\leq 2222\,{\text{K}}\\-0.9549476x_{\text{c}}^{3}-1.37418593x_{\text{c}}^{2}+2.09137015x_{\text{c}}-0.16748867&2222\,{\text{K}}\leq T\leq 4000\,{\text{K}}\\+3.0817580x_{\text{c}}^{3}-5.87338670x_{\text{c}}^{2}+3.75112997x_{\text{c}}-0.37001483&4000\,{\text{K}}\leq T\leq 25000\,{\text{K}}\end{cases}}}

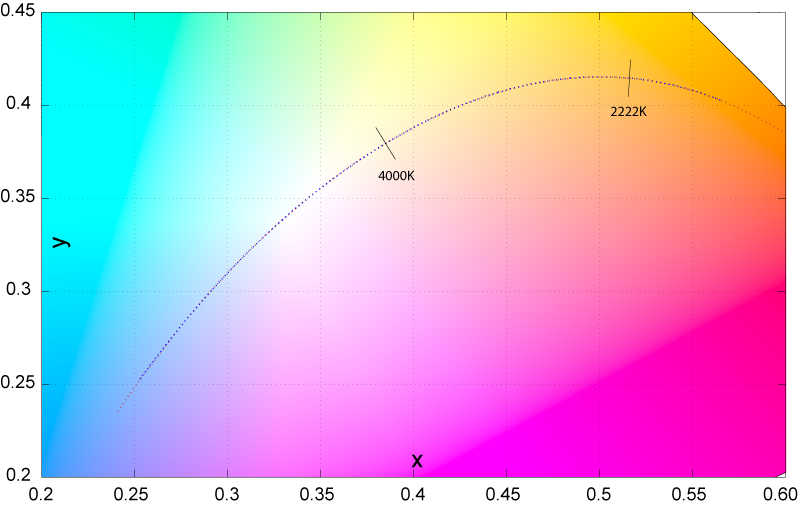
Aproximació de Kim et al. al lloc Planckià (mostrat en vermell). Les osques delimiten les tres estries (mostrades en blau).

El lloc de Planck també es pot aproximar a l'espai de color CIE 1960, que s'utilitza per calcular CCT i CRI, utilitzant les expressions següents:
{\displaystyle {\bar {u}}(T)={\frac {0.860117757+1.54118254\times 10^{-4}T+1.28641212\times 10^{-7}T^{2}}{1+8.42420235\times 10^{-4}T+7.08145163\times 10^{-7}T^{2}}}}
{\displaystyle {\bar {v}}(T)={\frac {0.317398726+4.22806245\times 10^{-5}T+4.20481691\times 10^{-8}T^{2}}{1-2.89741816\times 10^{-5}T+1.61456053\times 10^{-7}T^{2}}}}

Animació que mostra una aproximació del color del Locus Planckià a través de l'espectre visible

Aquesta aproximació és precisa per dins {\displaystyle \left|u-{\bar {u}}\right|<8\times 10^{-5}} i {\displaystyle \left|v-{\bar {v}}\right|<9\times 10^{-5}} per {\displaystyle 1000\,K<T<15\,000\,K}. Alternativament, es pot utilitzar les coordenades de cromaticitat ( x, y ) estimades des de dalt per derivar la corresponent ( u, v ), si es requereix un rang més gran de temperatures.
El càlcul invers, des de les coordenades de cromaticitat (x, y) sobre o prop del lloc Planckià fins a la temperatura de color correlacionada, es discuteix a Correlated color temperature § Approximation.

## Temperatura de color correlacionada
La temperatura de color correlacionada (Tcp) és la temperatura del radiador Planckià el color percebut del qual s'assembla més al d'un estímul determinat amb la mateixa brillantor i en condicions de visió especificades.
— CIE/IEC 17.4:1987, Vocabulari internacional de la il·luminació (ISBN 3900734070)[5]
El procediment matemàtic per determinar la temperatura de color correlacionada implica trobar el punt més proper al punt blanc de la font de llum al lloc Planckià. Des de la reunió del CIE de 1959 a Brussel·les, el lloc Planckià s'ha calculat mitjançant l'espai de color CIE 1960, també conegut com el diagrama de MacAdam (u,v). Avui dia, l'espai de color CIE 1960 està obsolet per a altres propòsits:
El diagrama UCS de 1960 i l'espai uniforme de 1964 es declaren recomanacions obsoletes a CIE 15.2 (1986), però s'han conservat de moment per calcular els índexs de reproducció del color i la temperatura de color correlacionada.
— CIE 13.3 (1995), Mètode de mesura i especificació de les propietats de representació del color de les fonts de llum
A causa de la inexactitud perceptiva inherent al concepte, n'hi ha prou amb calcular fins a 2 K als CCT inferiors i 10 K a CCT més alts per assolir el llindar d'imperceptibilitat.

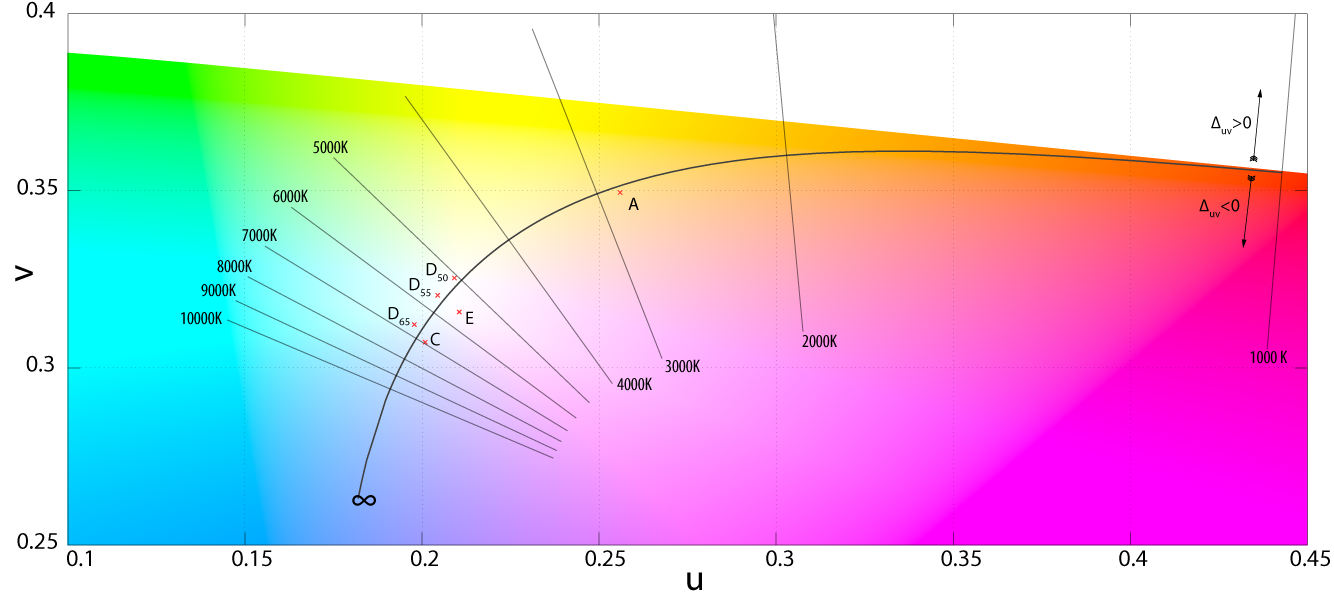
Primer pla del CIE 1960 UCS. Les isotermes són perpendiculars al lloc geogràfic de Planck i es dibuixen per indicar la distància màxima des del lloc geogràfic que el CIE considera que la temperatura de color correlacionada és significativa:

### Escala internacional de temperatura
El lloc Planckià es deriva determinant els valors de cromaticitat d'un radiador Planckià mitjançant l'observador colorimètric estàndard. La distribució de potència espectral relativa (SPD) d'un radiador de Planck segueix la llei de Planck i depèn de la segona constant de radiació, {\displaystyle c_{2}=hc/k}. A mesura que les tècniques de mesura han millorat, la Conferència General de Peses i Mesures ha revisat la seva estimació d'aquesta constant, amb l'Escala Internacional de Temperatura (i breument, l'Escala Pràctica Internacional de Temperatura ). Aquestes revisions successives van provocar un canvi en el lloc de Planck i, com a resultat, l'escala de temperatura de color correlacionada. Abans de deixar de publicar il·luminants estàndard, el CIE va solucionar aquest problema especificant explícitament la forma del SPD, en lloc de fer referències als cossos negres i a una temperatura de color. No obstant això, és útil estar al corrent de les revisions anteriors per poder verificar els càlculs fets en textos més antics:
- {\displaystyle c_{2}} = 1,432×10−2 m·K (ITS-27). Nota: Va estar en vigor durant l'estandardització dels Il·luminants A, B, C (1931), però el CIE va utilitzar el valor recomanat per l'Oficina Nacional d'Estàndards dels EUA, 1,435 × 10−2[9][10]
- {\displaystyle c_{2}} = 1,4380×10−2 m·K (IPTS-48). En efecte per a la sèrie Illuminant D (formalitzada el 1967).
- {\displaystyle c_{2}} = 1,4388×10−2 m·K (ITS-68), (ITS-90). S'utilitza sovint en articles recents.
- {\displaystyle c_{2}} = 1,4387770(13)×10−2 m·K (CODATA 2010)[11]
- {\displaystyle c_{2}} = 1,43877736(83)×10−2 m·K (CODATA 2014)[12][13]
- {\displaystyle c_{2}} = 1,438776877...×10−2 m·K 1,438776877...×10−2 m·K (CODATA 2018). Valor actual, a partir del 2020.[14] La revisió del 2019 del SI va fixar la constant de Boltzmann a un valor exacte. Com que la constant de Planck i la velocitat de la llum ja estaven fixades en valors exactes, això significa que ara c2 també és un valor exacte. Tingueu en compte que... no indica una fracció repetida; només vol dir que d'aquest valor exacte només es mostren els deu primers dígits.